# Rączka (Korfantów)
Rączka (deutsch: Ranisch) ist ein Ort der Stadt- und Landgemeinde Korfantów im Powiat Nyski der der Woiwodschaft Opole in Polen.

## Geographie
Rączka liegt einen Kilometer südwestlich von Korfantów (Friedland O.S.), 24 Kilometer östlich von Nysa (Neisse) und 41 Kilometer südwestlich von Opole (Opole) in der Nizina Śląska (Schlesischen Tiefebene) am rechten Ufer der Steinau.
Nachbarorte von Rączka sind im Norden Korfantów (Friedland O. S.), im Osten Puszyna (Puschine), im Südosten Przydroże Wielkie (Groß Schnellendorf) und Rynarcice (Rennersdorf) sowie im Westen Kuropas (Korpiz).

## Geschichte

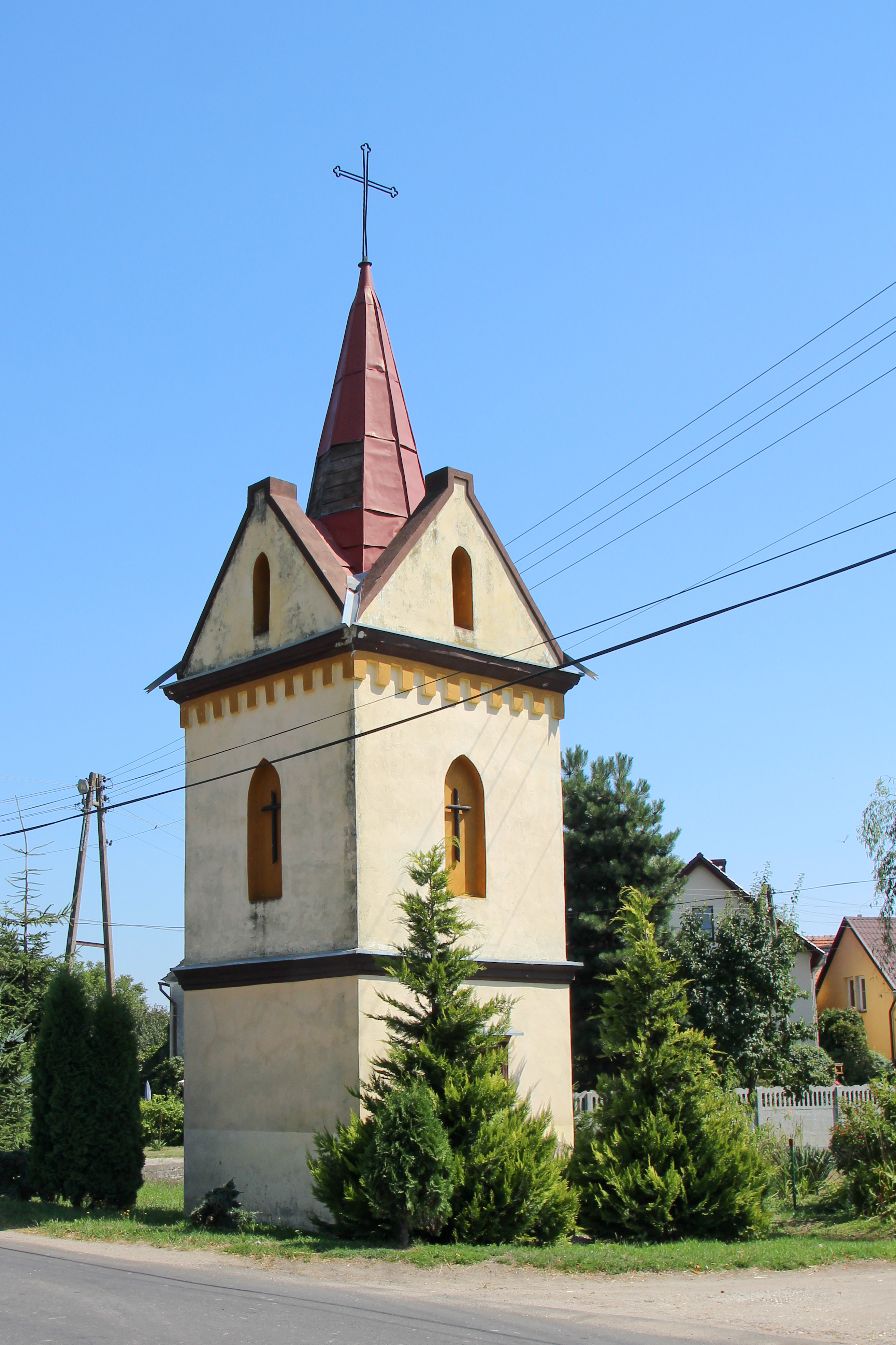
Zweistöckige Wegekapelle mit spitzem Turmhelm

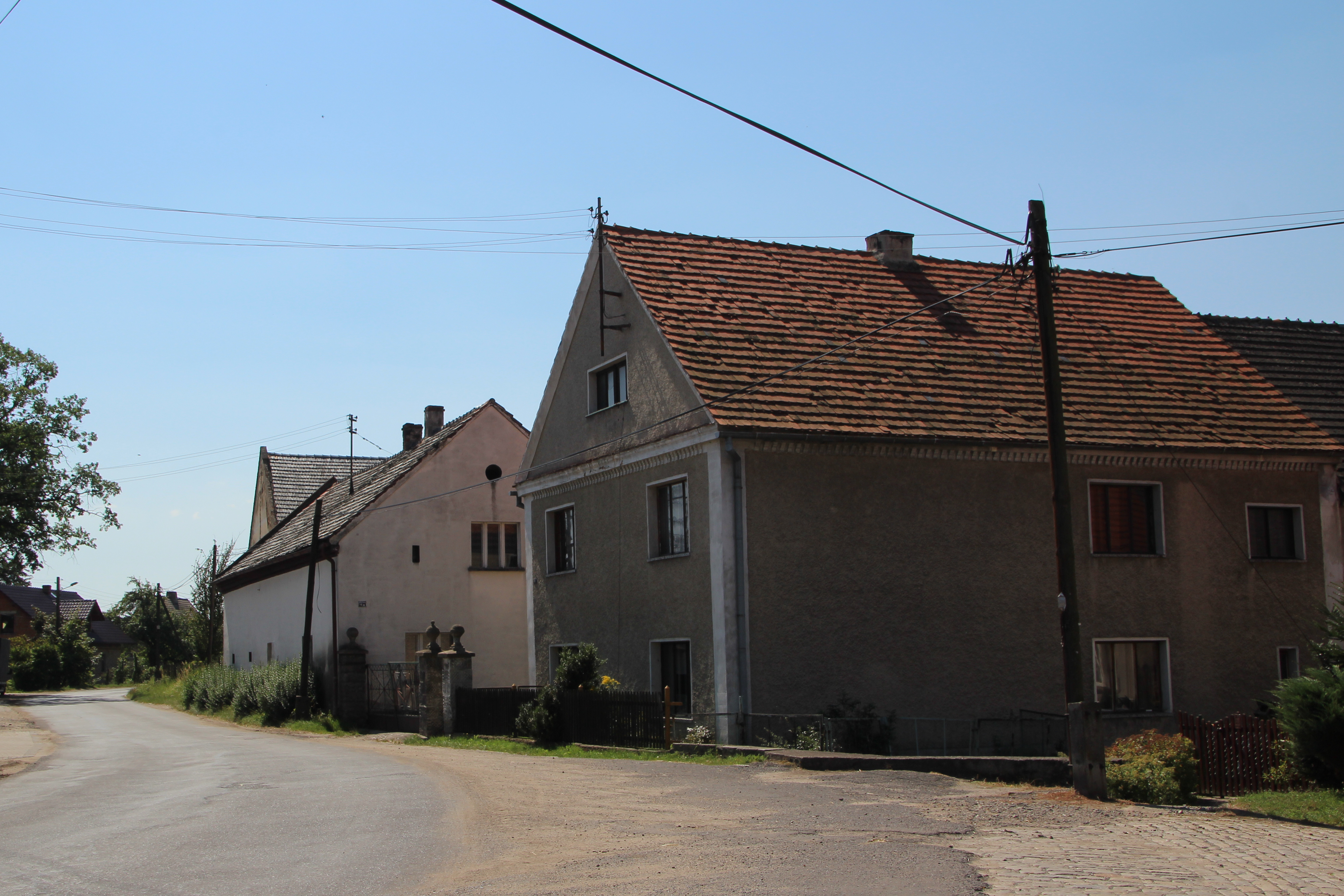
Ortsbild

Das Dorf wurde im Jahr 1364 erstmals als Ranisch erwähnt.
Nach dem Ersten Schlesischen Krieg 1742 fiel Ranisch mit dem größten Teil Schlesiens an Preußen. Von 1743 bis 1818 gehörte der Ort zum Landkreis Oppeln.
Nach der Neuorganisation der Provinz Schlesien gehörte die Landgemeinde Ranisch ab 1818 zum Landkreis Falkenberg O.S. im Regierungsbezirk Oppeln. 1845 bestanden im Dorf 47 Häuser. Im gleichen Jahr lebten in Ranisch 220 Menschen, davon drei evangelisch. 1861 lebten in Ranisch 221 Menschen. 1865 bestand das Dorf aus einem Schulzenhof, neun Bauernhöfen, 14 Gärtner- und fünf Häuslerstellen. 1874 wurde der Amtsbezirk Schloss Friedland gegründet, welcher aus den Orten Ellguth-Friedland, Floste, Hammer, Hillersdorf, Julienthal, Nüßdorf, Ranisch und Woistrasch und die Gutsbezirke Ellguth-Friedland, Floste, Friedland, Schloß und Nüßdorf bestand. Erster Amtsvorsteher war der Rittergutsbesitzer Graf Sierstorpff in Puschine.
Um 1930 wurde der Amtsbezirk Schloß Friedland aufgelöst und der Amtsbezirk Ranisch gegründet. Dieser bestand 1932 aus den Orten Ellguth-Hammer, Floste-Woistrasch, Hillersdorf, Julienthal, Nüßdorf und Ranisch. 1933 hatte Ranisch 166, 1939 wiederum 180 Einwohner. Bis 1945 befand sich der Ort im Landkreis Falkenberg O.S.
Als Folge des Zweiten Weltkriegs fiel Ranisch 1945 wie der größte Teil Schlesiens unter polnische Verwaltung. Nachfolgend wurde der Ort in Rączka  umbenannt und der Woiwodschaft Schlesien angeschlossen. 1946 wurde die deutsche Bevölkerung vertrieben. 1950 wurde es der Woiwodschaft Oppeln eingegliedert. 1999 kam der Ort zum neu gegründeten Powiat Nyski (Kreis Neisse). 2005 zählte das Dorf 119 Einwohner.

## Sehenswürdigkeiten
- Zweistöckige Wegekapelle mit spitzem Turmhelm
- Wegekapelle mit Jesubild
- Wegekapelle mit Marienstatue
- Steinernes Wegekreuz